# Куніґамі (мова)
Куніґамі, або Північна окінавська мова (яп. 山原言葉/ヤンバルクトゥーバ, латиніз.: Yanbaru Kutūba) — рюкюська мова, якою говорять на півночі острова Окінава, у повіті Куніґамі та місті Наґо, що разом складають історичний регіон Ямбару. Раніше на території цього регіону розташовувалось королівство Хокудзан.
Діалект села Накіджін вважається основним діалектом мови куніґамі, подібно до діалекту Шюрі-Наха центральної окінавської мови. Кількість носіїв мови куніґамі невідома. Через японську мовну політику молоде покоління здебільшого спілкується японською мовою як рідною.

## Поширення
Мовою куніґамі розмовляють не тільки на півночі острова Окінава, але й також на малих сусідніх островах Іе, Цукен, Кудака.

## Класифікація
Glottolog, цитуючи роботу Pellard (2009), визначає, що є дві рюкюські мови — куніґамі та окінавська. Ethnologue також вказує мови окіноерабу та йорон; Glottolog класифікує ці мови (разом з усіма іншими мовами півночі архіпелагу Рюкю) як мови амамі. Атлас мов світу, які перебувають під загрозою зникнення (ЮНЕСКО), цитує Uemura (2003) та визначає мови окіноерабу та йорон як різновиди мови куніґамі.

## Народна етимологія
В носіїв куніґамі є різні слова, що перекладаються як «мова», «діалект», «спосіб мовлення». Наприклад, мовознавець Накасоне Сейдзен (1907—1995) заявив, що в діалекті його рідного села Накіджін, що в Йонаміне, є такі слова (у дужках наведено відповідники з літературної японської): /kʰu⸢tsʰii/ (kuchi), /hut˭uu⸢ba/ (kotoba), /munu⸢ʔii/ (monoii). Свою мову у цьому діалекті називають /simaagu⸢tsʰii/ або /sima(a)kʰu⸢t˭uu⸣ba/. Діалект Йонаміне був частиною західного діалекту села Накіджін, що зветься /ʔirinsimaa kʰut˭uba/. Північна частина острова Окінава у розмовній мові зветься «Ямбару», тому сама мова також інколи зветься /jˀan⸢ba⸣rukʰut˭uuba/.

## Фонологія
Як і в більшості рюкюських мов на північ від окінавської, у куніґамі є ряд «напружених» або «глоталізованих» приголосних. Носові та напівголосні в цій мові глоталізовані,[джерело?] а проривні — непридихові [C˭], на відміну від «звичайних» придихових [Cʰ]. Куніґамі вирізняється тим, що в ній бракує фонеми /h/, окремої від /p/; вважається що в більшості японо-рюкюських мов фонема /h/ якраз і розвилась у /p/. /h/. У куніґамі натомість походить з двох різних звуків: праяпонської /*k/ та зі складів без ініціалі, в певних умовах. Отже, наприклад, у діалекті Накіджін є слово /hak˭áí/ (світло, світильник, шьоджі), якому в японській відповідає слово /akárí/ (світло, світильник); слово мовою куніґамі відрізняється від японського наявністю /h/ на початку, непридиховим /k˭/, та відсутністю *r перед *i, що було там у праяпонській мові. У куніґамі також існують розрізнення між словами, що є омофонами у японській: слова /k˭umuú/ (хмара) та /húbu/ (павук) з діалекту Накіджін відповідають майже омофонічним у японській словам /kúmo/ та /kumó/.

## Морфологія
Куніґамі, на відміну від японської, використовує морфологічне закінчення /-sa/ для позначення прислівників. Наприклад, у діалекті Накіджін, /tʰuusá pʰanaaɽít˭un/, перекладається літературною японською як toókú hanárete irú ([воно] далеко). У японській для цього використовується закінчення /-ku/, а /-sa/ використовується для утворення іменників на позначення якось абстрактної якості чи кількості (як закінчення «-ість») з прикметників.